# Tanque d'Arca
Tanque d'Arca é um município brasileiro do estado de Alagoas. Fica localizado na mesorregião do agreste, distante apenas 38km das cidades de Arapiraca e Palmeira dos Índios, e 107km da capital Maceió.

## História
Antes de sua colonização, o município de Tanque d'Arca era uma mata virgem, onde havia apenas uma picada. O lugar era caminho rotineiro de viajantes que partiam de Anadia para a cidade de Palmeira dos Índios. O trajeto se iniciava no Sítio Chã da Palha (divisa entre Tanque d'Arca e Anadia), e, passava pelos Sítios Limoeirinho, Bonito, Coelha, Boa Vista, até chegar ao local onde hoje é a sede do município, e, se estendia pelo Sítio Carrapato, onde há a divisa com o Sítio Cabaceiro, este já pertencente a cidade de Palmeira dos Índios. 
Os mais antigos relatam que o encantamento dos primeiros povoadores pelo lugar se deu pela bela paisagem ao redor da mata, a confortável sombra que havia debaixo de um pé de Oitizeiro e o tanque natural de água sob a sombra da árvore. Dentro do Tanque descobriram uma arca com artefatos diversos deixados por ciganos que, em outras épocas, fizeram acampamento naquele local, quais certamente estavam passando com destino aos sertões - se rumo à Palmeira dos Índios - ou à zona da mata - se em direção a cidade de Anadia. Aquele lugar de paisagem agradável tornou-se ponto de descanso para os viajantes que ali passavam, e logo começou a ser povoado.
As primeiras famílias a desbravar o município eram naturais do estado de Pernambuco, quais muito certamente chegaram por meio do Sítio Cabaceiro, dentre elas destacavam-se as de Manoel Vitorino, Manoel Barbosa e João Alemão, os líderes das instalações. Os primeiros lugarejos se desenvolveram no Sítio Carrapato e nas Ruas José Garcez (Rua do Caldeirão) e Hernani Almeida (Rua do Ginásio). Com o número crescente de habitantes, começou o cultivo da cana-de-açúcar, a criação de gado e de outros animais de abate, como suínos, caprinos e diversas espécies de aves.
O povoado desenvolveu rapidamente e logo foram instalados armazéns para a compra de cereais e um descaroçador de algodão.
Com a chegada da família Fonseca, natural da cidade de Limoeiro de Anadia, o município alçou o desenvolvimento.
Tanque d'Arca ganhou status de município através da Lei n° 2.507 de 01 de dezembro de 1962, que o emancipou da cidade de Anadia.

## Os Fonseca/Valente
Coronel Francisco Euclides da Fonseca foi um dos chefes notáveis desta família, ao tempo em que pode conduzir o povoado instalou uma maternidade, delegacia e pontes que interligavam as ruas de Tanque d'Arca.
Seu filho, Luiz Castro da Fonseca, foi prefeito da cidade de Limoeiro de Anadia.
Sua filha, Lucila Coelho da Fonseca, casou-se com Manuel Valente de Lima, que por muitas vezes foi deputado estadual, prefeito interino de Maceió e procurador de estado.
Os netos do Sr. Francisco Euclides da Fonseca, o Sr. José Rubens Fonseca de Lima (ex-prefeito do município), o Sr. Luiz Alberto Fonseca de Lima (dermatologista) e a Sra. Maria de Fátima Lima Uchôa são cidadãos notáveis no município, tanto pelos títulos acadêmicos e profissionais que possuem, quanto pelos relevantes serviços prestados à população Tanque-d'arquense.

## Os Valença
Além da família Valente, outra família que também colaborou com o desenvolvimento social no município foi a Valença. Desde os falecidos patriarcas, Willibrordo Roque da Silva e Mariza Tavares Valença da Silva (ambos ex-prefeitos), essa família tem assistido socialmente diversas famílias que viviam, estatisticamente, debaixo da linha da pobreza no município. Os precursores mais conhecidos da política assistencialista desenvolvida pelo casal Willibrordo e Mariza, são: Roney Valença (ex-prefeito), filho deste casal; e Will Valença (atual prefeito), neto do casal.

## Povoações
O município de Tanque d'Arca é constituído por cerca de 3 povoados e mais de 24 Sítios, incluindo a sede, sendo os mais notáveis:
1°- Sede do Município: é o centro da cidade, e se tem acesso asfáltico até ela por meio da rodovia AL-407 (acessível pela BR-316), e, acesso por estradas vicinais, a partir dos sítios Cabeça Dantas (divisa com Belém); Carrapato, se vindo pelo Sítio Cabaceiro (divisa com Palmeira dos Índios); Barriguda (divisa com Mar Vermelho) e Serrinha, se vindo pelo Povoado Lajedo (divisa com Maribondo). Estima-se que na sede e próximo a ela (sítios adjacentes) residam cerca de 4900 habitantes. Possui 11 sítios adjacentes: Boa Vista, Serra da Fazenda, Riachão do Ingá, Serra do Carrapato, Preá, Serrinha, Torres, Bananeira, Vale Encantado, Mané Véio e Barriguda.
2° - Vila Aparecida: é o segundo maior povoado do município, para chegar até a localidade é necessário pegar a rotatória que sai da BR-316 com destino a AL-110 (rodovia que vai até Arapiraca). Estima-se que ali residam cerca de 700 habitantes. Possui 5 sítios adjacentes: Cabeça Dantas (parte de Tanque d'Arca), Bom Jardim, Várzea do Arroz, Chã Preta e Bonfim.
3° - Povoado Bonito: é o terceiro maior povoado do município. O acesso ao sítio Bonito se dá na estrada vicinal que se inicia defronte à entrada asfáltica do município, a distância dela até o referido povoado é de apenas 2km. Estima-se que ali resida cerca de 500 habitantes. Possui 8 sítios adjacentes, sendo eles: Coelha, Várzea Verde, Serra, Jaqueira, Limoeirinho, Peri-Peri de baixo, Peri- Peri de cima e Chã da Palha.

## População
Sua população estimada em 2010 era de 6.122 habitantes.